# Enllaunament

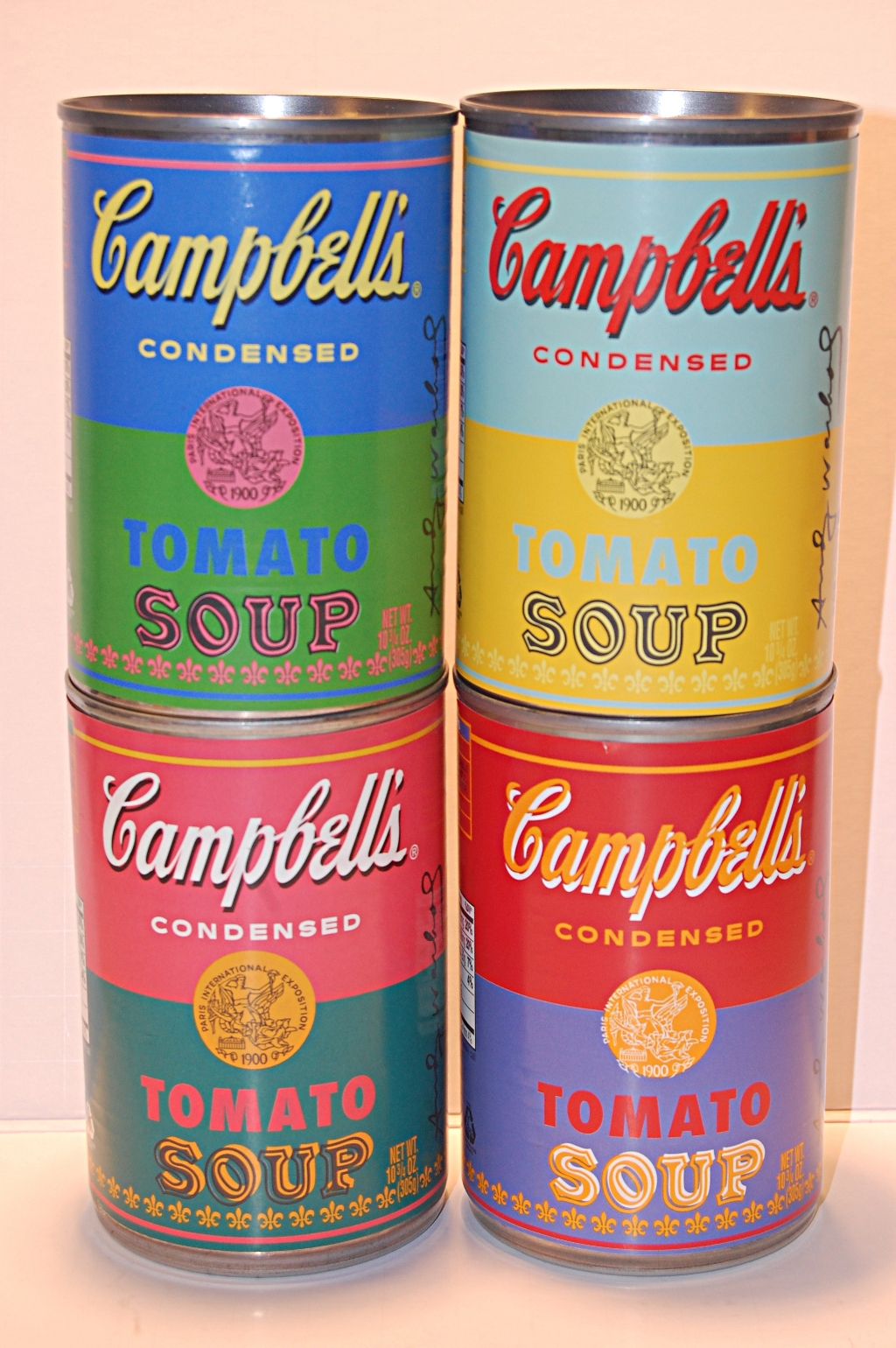
Llaunes de sopa d'acer d'edició especial que commemoren les pintures d' Andy Warhol

L'enllaunament o envasament és un mètode per a conservar aliments que consisteix a escalfar-los a una temperatura que destrueixi els possibles microorganismes presents i segellar-los en pots, llaunes o bosses hermètiques. A causa del perill que suposa el  Clostridium botulinum  (causant del botulisme) i altres agents patògens, l'únic mètode segur d'envasar la majoria dels aliments és sota condicions de pressió i temperatura altes, normalment d'uns 116-121°C. Els aliments que han de ser envasats a pressió inclouen la majoria de les verdures, carns, mariscs, productes  avícoles i  lactis.
L'embotellament, creat l'any 1810, s'utilitza generalment per a fruites i vegetals. El procés és semblant al de l'enllaunament, però els aliments es col·loquen en ampolles en lloc de llaunes. Els únics aliments que poden envasar amb seguretat en un bany d'aigua bullent (a pressió normal) són els molt àcids amb un pH inferior a 4,6, com ara la fruita, verdures adobades i altres aliments als quals s'hi ha afegit àcid.

## Història

### França

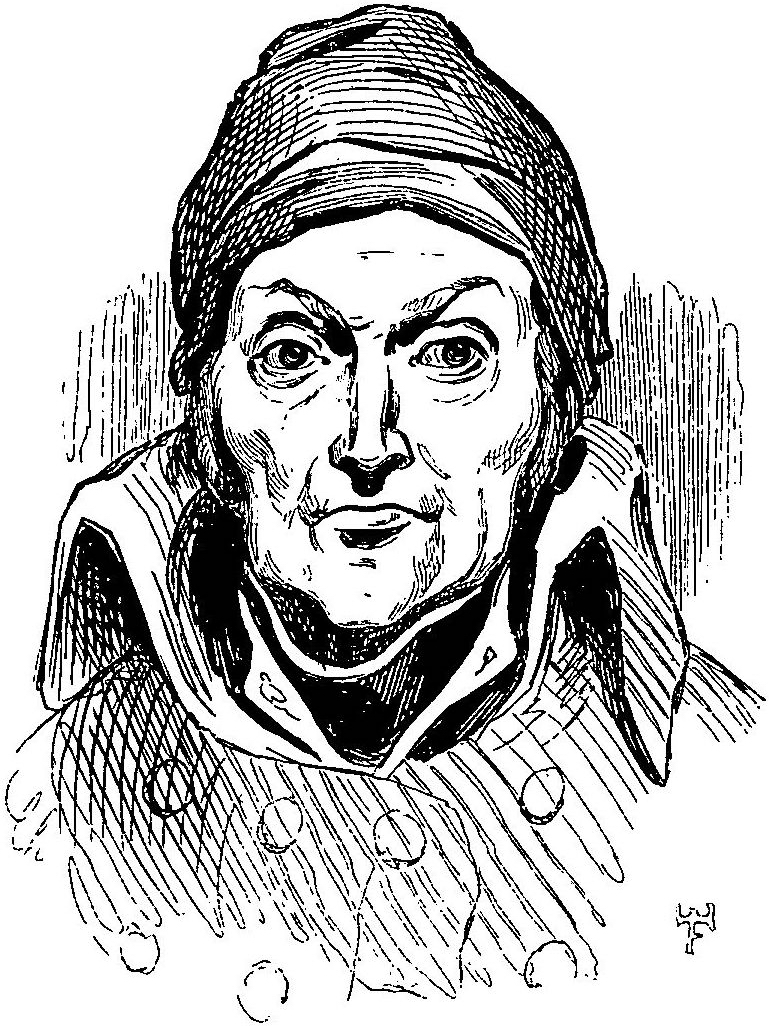
Nicolas Appert (1749-1841).

Els pots de vidre van ser reemplaçats per llaunes cilíndriques o pots de ferro forjat, que eren més barats i ràpids de fabricar i molt més resistents. Els obrellaunes no es van inventar fins uns trenta anys després: al principi, els soldats havien d'obrir les llaunes amb la seva baioneta o trencar-les amb l'ajuda de pedres. L'exèrcit francès va començar a experimentar amb el subministrament de menjar enllaunat per als seus soldats, però el lent procés d'enllaunament d'aliments i el fins i tot més lent desenvolupament dels mitjans de transport van evitar que s'enviessin grans quantitats durant l'Imperi francès, acabant la guerra abans que el procés pogués ser perfeccionat. Desafortunadament per a Appert, la fàbrica que havia construït amb els diners del seu premi va ser incendiada el 1814 pels soldats aliats que van envair França. Després del final de les guerres napoleòniques, el procés d'enllaunament va ser gradualment posat en pràctica en altres països europeus i als Estats Units.

### Regne Unit
A partir del mètode d'Appert, Peter Durand va patentar al Regne Unit el 1810 un procés d'envasatge d'aliments en pots de ferro forjat segellats al buit. Inicialment, el procés d'enllaunament era lent i exigia molta mà d'obra, ja que cada llauna havia de fer-se a mà i portava fins a sis hores preparar adequadament l'aliment, el que va fer del menjar enllaunat un símbol d'estatus entre la classe mitjana europea, convertint-se en una novetat frívola. Els primers mètodes d'elaboració usaven soldadures tòxiques de plom per al segellat de les llaunes, el que va tenir desastroses conseqüències per a l'expedició de John Franklin a l'oceà Àrtic el 1845.

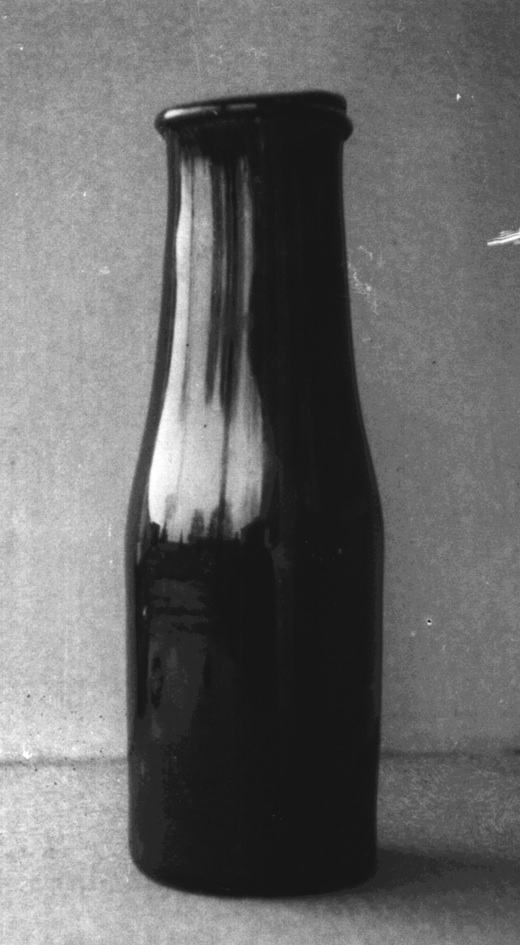
Menjar envasat.

La cada vegada major mecanització del procés d'enllaunament juntament amb l'enorme increment de les poblacions urbanes a tot Europa va resultar en una creixent demanda de menjar enllaunat. Diverses invencions i millora van seguir, i per als anys 1860 el temps per enllaunar menjar s'havia reduït de les aproximadament sis hores inicials a només trenta minuts.
El menjar enllaunat va començar a expandir-se fora d'Europa: Thomas Kensett va establir la primera fàbrica americana d'enllaunament a Nova York el 1812, usant llaunes de ferro laminat millorades per envasar ostres, carns, fruites i verdures. La demanda de menjar enllaunat creixia enormement durant les guerres. Les guerres a gran escala del segle xix, com la Guerra de Crimea, la Guerra Civil Nord-americana i la Guerra Francoprussiana, van introduir el consum de menjar enllaunat entre les classes treballadores, permetent que les companyies enllaunadores ampliessin els seus negocis per satisfer la demanda militar d'aliments imperibles, permetent la producció en massa i la venda en majors mercats civils després dels conflictes bèl·lics. Les poblacions urbanes de l'Anglaterra  victoriana demanaven quantitats creixents de menjar barat, variat i de bona qualitat, que pogués emmagatzemar-se en les llars sense haver d'anar a les botigues cada dia a buscar productes frescos. En resposta, van aparèixer companyies com Nestlé, Heinz i altres que van aprovisionar les botigues amb menjar enllaunat de bona qualitat. El final del segle XIX va veure un gran increment de la gamma de menjar enllaunat disponible per a la població urbana, a mesura que les companyies rivals competien entre si: oferint nous aliments, amb atractives presentacions de l'envàs i millors preus.

### Primera Guerra Mundial
La demanda de menjar enllaunat es va disparar durant la Primera Guerra Mundial, ja que els dirigents militars sol·licitaven grans quantitats de menjar barat i alt poder calòric per alimentar els seus milions de soldats, que es pogués transportar fàcilment, sobrevisqués a les condicions de les  trinxeres i no es fes malbé durant el transport de la fàbrica al front. Durant la guerra els soldats es van alimentar en general amb aliments enllaunats de molt baixa qualitat, com el  Bully Beef  (corned beef), el pork and beans  i el  Maconochies  (Irish stew), però el 1916 el disgust generalitzat entre els soldats pel menjar enllaunat barat va fer que els exèrcits adquirissin aliments de millor qualitat, per aixecar així la baixa moral, de manera que van començar a aparèixer els primers aliments enllaunats. El 1917 l'exèrcit francès va començar a distribuir  plats francesos, com el coq au vin, mentre l'exèrcit italià va experimentar amb raviolis i espagueti a la bolonyesa. L'escassetat de menjar enllaunat en l'exèrcit britànic a 1917 va dur el govern a distribuir cigarretes i fins i tot amfetamines entre els soldats per suprimir la gana. Després de la guerra, les companyies que havien subministrat menjar enllaunat als exèrcits nacionals van millorar la qualitat dels seus productes per vendre'ls al mercat civil. Actualment, la llauna d'acer és el material més comunament usat. Les bosses laminades al buit també s'usen per a envasar, per exemple en els MRE.

## Riscos potencials

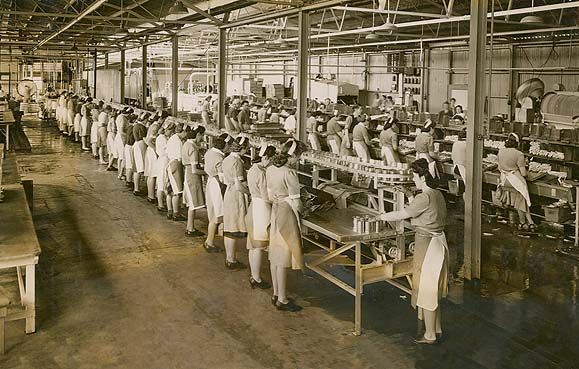
Dones treballant a una fàbrica de conserves enllaunades

A principis del segle xix el procés de conserva d'aliments es feia principalment per petites fàbriques de conserves. Aquestes fàbriques de conserves estaven plenes de problemes de sanejament ignorats, com ara la mala higiene i els entorns de treball insalubres. Com que la nevera no existia i no es fixaven les normes industrials per a la conserva, era molt comú que les llaunes contaminades rellisquessin als prestatges dels supermercats.

### Botulisme
El botulisme d’origen alimentari és el resultat d’aliments contaminats en què s'han deixat germinar espores de C. botulinum i això sol produir-se en substàncies alimentàries no àcides en conserva que no han rebut un tractament tèrmic prou fort. C. botulinum prefereix els entorns amb poc oxigen i és un competidor pobre d'altres bacteris, però les seves espores són resistents als tractaments tèrmics. Quan els aliments enllaunats s'esterilitzen de manera insuficient, la majoria dels altres bacteris, a part de les espores de C. botulinum, es maten i les espores poden germinar i produir toxina botulínica. El botulisme és una malaltia paralítica greu, però greu, que provoca una paràlisi que normalment comença amb els músculs de la cara i després s'estén cap a les extremitats. La toxina botulínica és extremadament perillosa perquè no es pot detectar per la vista ni per l’olfacte, i la ingestió fins i tot d’una petita quantitat de toxina pot ser mortal. En formes greus, condueix a la paràlisi dels músculs respiratoris i provoca insuficiència respiratòria. En vista d’aquesta complicació que posa en perill la vida, tots els casos sospitosos de botulisme es tracten com urgències mèdiques i la salut pública sol participar de manera activa per evitar casos més de la mateixa font.

### Contingut de sal
La sal (clorur de sodi), dissolta en aigua, s'utilitza en el procés d’envasat. Com a resultat, les conserves poden ser una font important de sal dietètica. Massa sal augmenta el risc de problemes de salut, inclosa la pressió arterial alta. Per tant, les autoritats sanitàries han recomanat limitacions del sodi dietètic.
Molts productes enllaunats estan disponibles en alternatives baixes en sal o també sense sal. Esbandir bé després de l'obertura de la llauna pot reduir la quantitat de sal en els aliments enllaunats, ja que es creu que gran part del contingut de sal es troba en el líquid, en lloc del menjar mateix.

## Recessió econòmica
Les conserves i els subministraments de conserves es venen especialment bé en temps de recessió a causa de la tendència de les persones estressades financerament a dedicar-se al capoll, un terme utilitzat pels analistes minoristes per a descriure el fenomen en què la gent opta per quedar-se a casa en lloc d’afegir despeses al seu pressupost menjant fora de casa. El febrer de 2009, durant una recessió, els Estats Units van experimentar un augment de l'11,5% de les vendes d'articles enllaunats.
Algunes comunitats dels Estats Units tenen centres de conserves del comtat que estan disponibles amb cuines comunitàries compartides que es poden llogar per conservar els aliments propis. Hi havia un documental nord-americà de 1956, El miracle de la llauna, que esmentava el Pea Tenderomiter per al comerç de conserves.